# Свищовски договор
Договорът от Свищов (известен и като договор от Систова) слага край на Австро-турската война от 1787 – 1791 между Османската империя и Австрия. Подписан е в Свищов на 4 август 1791 г. Международно известен като Договор от Систова. В Лондон има улица на име Систова, на която е живял Чърчил.

## Значение
Договорът от Свищов слага край на последната австро-турска война, т.е. де юре между Свещената Римска империя и Османската империя. Една от причините за бързото приключване на войната от страна на Австрия, въпреки военните успехи, изразяващи се в завземането на Белград и Калафат, е съюзничеството на Османската империя с Прусия. Съществува сериозна опасност от нападение от страна на Прусия към Австрийска Силезия. Освен това избухва френската революция и австрийското правителство насочва вниманието си към събитията във Франция. С оглед на развитието на ситуацията във Франция, Австрия би трябвало да поддържа армията си в бойна готовност за намеса при неблагоприятен развой на събитията.
По всичките тези причини с договора от Свищов Австрия се съгласява на изключително дребни, даже символични придобивки предвид на военните успехи – сдобива се с две малки градчета по хърватската граница, както и с Оршова.

## Последствия за Балканите
Предвид на събитията във Франция, последвани от Наполеоновите войни, Австрия сменя тактиката си на Балканите. След Свищовския мир, Австрия повече не води войни срещу Османската империя, а съдейства за разрастването на народо-освободителното движение главно в Смедеревския санджак, който е бил под властта ѝ в периода 1718 – 1739 г.
По време на войната избухва в Ягодинското въстание, известно в сръбската историография като Кочина крайна, начело с Коча Ангелкович. Свищовският мир дава амнистия на участниците в тези бунтовни действия, като през 1793/94 г. султан Селим III с ферман потвърждава някои местни свободи на населението, а през 1796 г. са премахнати правомощията на 45 селски князе в санджака, формирайки се 12 нахии като административни единици, начело с избрани от населението оберкнязе с някои административни и съдебни правомощия, като органи на местната власт. Тази административна реформа предизвиква недоволството на еничарите и спахиите, които търсят подкрепата на Осман Пазвантоглу. С назначението на новия паша на Белградския пашалък Абу Бекир, положението се изменя. Пашата организира убийството от свой приближен на еничарския водач Дели Ахмет, което предизвиква размирици. Австрийците също подклаждат събитията в пашалъка, които водят до организирането на първото сръбско въстание от Караджордже Петрович, подофицер на австрийска служба през 18 век.